# Грімія трієстська
Грімія трієстська (Grimmia tergestina) — вид мохів порядку гріміальних (Grimmiales).

## Поширення
Батьківщиною є Європа, Африка, Північна Америка, Південна Америка, Азія.